# Cossurida
Cossurida é uma ordem de poliquetas pertencente à classe Poliqueta. A ordem é monotípica, consistindo numa única família: Cossuridae Day, 1963